# ادرنی
ادرنی (به انگلیسی: Ederney) یک روستا در بریتانیا است. ادرنی ۵۵۴ نفر جمعیت دارد.